# Brandon Carr
Brandon Carey Carr (Flint, 19 maggio 1986) è un giocatore di football americano statunitense che milita nel ruolo di cornerback per i Dallas Cowboys della National Football League (NFL). Fu scelto nel corso del quinto giro (140º assoluto) del Draft NFL 2008 dai Kansas City Chiefs. Al college ha giocato a football alla Grand Valley State University.

## Carriera

### Kansas City Chiefs
Carr fu scelto dai Kansas City Chiefs nel quinto giro del Draft 2008. Firmò un contratto triennale l'11 giugno 2008. Nell'ultima giocata della stagione 2011, Carr intercettò un passaggio Tim Tebow. Quella stagione, l'ultima coi Chiefs, Carr mise a segno 4 intercetti e concesse solamente 3 touchdown agli avversari in tutta la stagione.

### Dallas Cowboys
Il 14 marzo 2012, Carr firmò coi Dallas Cowboys un contratto quinquennale del valore di 50,1 milioni di dollari, inclusi 26,5 milioni garantiti e 10 milioni di bonus alla girma. Il 16 dicembre 2012, Carr fece registrare un intercetto nei supplementari contro i Pittsburgh Steelers, tenendo vive la speranze dei Cowboys di centrare i playoff. Per questa prestazione fu premiato come difensore della NFC della settimana. La sua prima stagione in Texas si concluse disputando tutte le 16 gare come titolare per la quinta volta consecutiva in carriera, con 53 tackle e 3 intercetti.
Nella prima gara della stagione 2013, Carr intercettò un passaggio di Eli Manning nel quarto periodo, ritornandolo in touchdown e contribuendo alla prima vittoria casalinga dei Cowboys sui Giants dal 2008. Il secondo intercetto stagionale lo mise a segno su Matt Barkley dei Philadelphia Eagles nella vittoria in trasferta della settimana 7 e il terzo nella gara del Giorno del Ringraziamento, vinta contro i Raiders.

## Palmarès
- Difensore della NFC della settimana: 1

settimana 15 del 2012

## Statistiche
| Tackle     | 294 |
| Sack       | 0,0 |
| Intercetti | 12  |